# 错那景天
错那景天（学名：Sedum tsonanum）为景天科景天属的植物，为中国的特有植物。分布于中国大陆的西藏等地，生长于海拔2,900米至3,500米的地区，多生于河谷岩石上和山坡岩石上，目前尚未由人工引种栽培。